# Kemurang Kulon
Kemurang Kulon is een bestuurslaag in het regentschap Brebes van de provincie Midden-Java, Indonesië. Kemurang Kulon telt 7040 inwoners (volkstelling 2010).